# Servigny-lès-Raville
Servigny-lès-Raville település Franciaországban, Moselle megyében. Lakosainak száma 487 fő (2022. január 1.). Servigny-lès-Raville Bazoncourt, Guinglange, Maizeroy, Raville, Varize és Villers-Stoncourt községekkel határos.

## Népesség
A település népessége az elmúlt években az alábbi módon változott:
| Lakosok száma | 432  | 472  | 483  | 484  | 490  | 493  | 501  | 499  | 487  |
|               | 2013 | 2015 | 2016 | 2017 | 2018 | 2019 | 2020 | 2021 | 2022 |